# Verklaring van Brussel

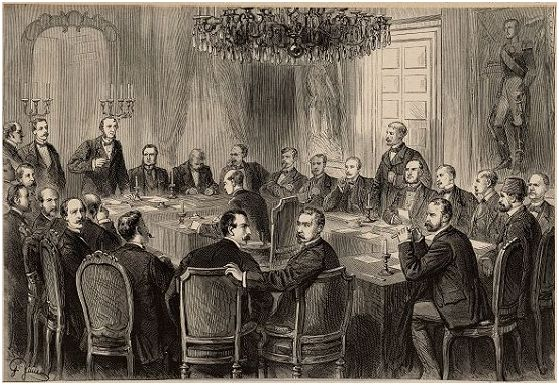
Zitting van de conferentie

De Internationale verklaring betreffende de wetten en gebruiken van de oorlog van 27 augustus 1874 is een ontwerptekst die tot stand kwam op een conferentie in Brussel. Het document was geen bindend verdrag en werd ook niet ondertekend, maar vormde niettemin een belangrijke stap in de codificatie van het oorlogsrecht.

## Totstandkoming
De conferentie van Brussel kwam er op initiatief van tsaar Alexander II. Eerder was hij al de drijvende kracht geweest achter de Verklaring van Sint-Petersburg, die een verbod op dumdumkogels afkondigde (1868). Op zijn uitnodiging bogen vijftien Europese staten zich over een Russisch ontwerpverdrag, voorbereid door Friedriech Fromhold Martens. De Verenigde Staten waren weggebleven onder verwijzing naar de Monroe doctrine. Groot-Brittannië stelde als voorwaarde dat oorlogsvoering op zee niet aan bod mocht komen. Dit werd toegestaan, maar de Britse vertegenwoordiger hield zich volledig afzijdig. De Fransen zagen in de conferentie een manoeuvre van Bismarck en verspreidden het gerucht dat de ontwerptekst in Berlijn was geschreven.
De conferentie duurde van 27 juli tot 24 augustus. De openingszitting vond plaats in het hotel van het Ministerie van Buitenlandse Zaken. Op verzoek van de Nederlandse afgezant Johan Wilhelm van Lansberge werd besloten om de debatten geheim te houden, maar in de praktijk zag men er later van af. Voorzitter Alexandre de Jomini verklaarde dat het idee van een codificatie er gekomen was door de Amerikaanse secessieoorlog en de Lieber Code die president Abraham Lincoln in de loop ervan had doen verspreiden.
Op de slotzitting werd een Projet d'une déclaration internationale concernant les lois et coutumes de la guerre voorgesteld (bijlagen XVII en XVIII van de akten). De talrijke reserves en afwijkende opinies maakten dat deze tekst nog niet rijp was om de vorm van een verdrag aan te nemen. Zelfs de verklaring was niet ondertekend. Wel werd een slotprotocol aangenomen waarin de nood aan codificatie werd benadrukt, hetgeen voordien fel was gecontesteerd.

## Inhoud
De verklaring bevatte veel klassiek geworden begrippen, zoals dat van oorlogvoerende, bezet gebied, krijgsgevangene, strijders en niet-strijders... Een netelige kwestie was de positie van patriottische burgers die de wapens opnemen. In de Frans-Duitse Oorlog van 1870 werden franc-tireurs als criminelen geëxecuteerd. De Belgische minister Lambertmont ging in tegen het standpunt van de grootmachten. In de eindtekst werd spontaan verzet toegelaten in niet-bezet gebied (artikel 10). Herkenbare en openlijk optredende vrijwilligerskorpsen kregen ook het statuut van oorlogvoerende (artikel 9).
Tijdens de werkzaamheden ontving de conferentie een petitie van de burgers van Antwerpen, met de vraag om in de regeling over het bombarderen van versterkte steden ook bewonerswijken te sparen. Het verzoek kreeg een plaats in de preambule.

## Invloed
Het Instituut voor Internationaal Recht greep de verklaring aan om te komen met een Handboek van de wetten en gebruiken van de oorlog (De zogenaamde Oxford-handleiding van 1880). In 1899 kwam in Den Haag een eerste reeks bindende oorlogsconventies tot stand. De verklaring van Brussel vormde de onderhandelingsbasis voor het Verdrag betreffende de wetten en gebruiken van den oorlog te land. Ook de latere Haagse verdragen van 1907 waren nog schatplichtig aan de verklaring, met name de Verdrag nopens de wetten en gebruiken van den oorlog te land.
Inmiddels worden sommige delen uit de verklaring beschouwd als internationaal gewoonterecht.

## Deelnemers
- Rusland (delegatie: Alexandre de Jomini, generaal-majoor G.A. de Leer, Friedriech Fromhold Martens)
- België (delegatie: baron Auguste Lambermont, Charles Faider en geniekolonel Mockel)
- Duitsland
- Oostenrijk-Hongarije
- Denemarken
- Spanje
- Frankrijk
- Groot-Brittannië
- Griekenland
- Italië
- Nederland
- Zweden
- Noorwegen
- Zwitserland